# Замок Фоулксрах
Замок Фоулксрах (англ. Foulksrath Castle, ірл. Caislean Ratha — «замок Раха, Замок Битви») — один із замків Ірландії, розташований в графстві Кілкенні, на землі Джекінстоун. Замок побудований у XIV столітті в норманському стилі.

## Історія замку Фоулксрах
Історія замку Фоулксрах тісно пов'язана з історією родин Де Френ та Перселл. Перший замок Фоулксрах був побудований в 1349 році аристократичною родиною норманського походження Де Френ. Вважається, що замок отримав свою назву від імені лицаря Фулко Де Френа, що перебував на службі в короля Англії Едварда ІІІ. Лицар Фулко Де Френ брав участь у Столітній війні, у битві під Кресі та в облозі Кале. На початку XV століття замок та маєток Фоулксрах належав родині Перселл, яка суттєво перебудувала замок. Родина Перселл була споріднена з родиною Де Френ.
У XVII столітті в 1641 році спалахнуло повстання за незалежність Ірландії та громадянська війна на Британських островах. Родина Перселл у цій війні підтримала роялістів, католиків та борців за незалежність Ірландії. Після придушення повстання і завоювання Ірландії Олівером Кромвелем замок та маєток Фоулксрах був конфіскований в родини Перселл. Маєток Фоулксрах був розділений між трьома офіцерами армії Олівера Кромвеля. Один із них — Бредшоу отримав замок Фоулксрах і поселився в ньому. Після родини Бредшоу замком володіли кілька різних власників з різних родин. Серед власників замку були родина Даусон та Мозес Геншоу. Селяни, які жили на цій землі, продовжували називатися селянами Перселлів. У 1777 році замок і маєток Фоулксрах отримав у власність Томас Райт. Родина Райт жила в замку Фоулксрах до 1861 року. До родини Райт належав Вільям Болл Райт — видатний фахівець в галузі генеалогії, один із перших англіканських місіонерів в Японії. Він народився в замку Фоулксрах у 1843 році.
Із замком Фоулксрах була пов'язана родина Свіфт, до якої належав видатний письменник Джонатан Свіфт. Родина Свіфт була пов'язана з замком Фоулксрах до 1857 року. У цьому ж році Годвін Мід Пратт Свіфт запатентував перший в Ірландії літак (а можливо перший у світі літак — літальний пристрій, що важчий за повітря). Він назвав винайдений ним літак «повітряна колісниця». Після конструювання та перевірки він запустив цей літак з вершини замку Фоулксрах за допомогою катапульти з дворецьким як пілотом. Але літак не полетів, а ввійшов в піке і впав на землю. Дворецький вижив, але зламав кілька кісток. У статті, яка датується 1948 роком і була опублікована в часописі «Огляд старого Кілкенні» Джон Гібб висав, що родина Свіфт придбала замок в 1898 році. Проте в 1979 році в статті в цьому ж часописі Джон Бреннан пише, що родина Свіфт володіла замком Фоулксрах задовго до цього і ще раніше довгий час жила в цьому замку.
У 1910 році власниками замку стали полковник Батлер та його сестра. Після смерті міс Батлер замок спорожнів і поступово почав перетворюватись на руїну. У родини Сфіфт замок купила фірма «Ан Ойге» (ірл. — An Óige), що займалась готельним бізнесом. Це сталося в 1946 році. Замок переробили на молодіжний гуртожиток. Замком керували Джек МакКен (Ернест Дж. МакКен) — відомий художник, що малював картини олією та виставлявся в багатьох галереях. Джек МакКен покинув замок в 2009 році. Нині замок знаходиться на території приватних володінь.

## Особливості архітектури
Замок розташований в 12 км від давнього міста Кілкенні. Замок вважається добре збереженим зразком норманської архітектури в Ірландії — зразком замку баштового типу. Крім головної вежі збереглися залишки зовнішніх стін та прибудов. Башта колись була вкрита похилим дахом. Збереглися зубці вежі. Збереглися гвинтові сходи, що з'днують чотири поверхи башти. Є залишки рову, що захищав колись зовнішні стіни. Вважається, що рів був проритий ще в ХІІІ столітті. Імовірно, до цього тут була якась дерев'яна фортеця або якась інша більш давня оборонна споруда.

## Легенди про замок Фоулксрах
Із замком Фоулксрах пов'язано кілька легенд, в яких фігурують привиди. У 1992 році замок відвідали журналісти Бі-Бі-Сі, що зробили репортаж про привидів і професійні «мисливці за привидами».
Перша легенда замку Фоулксрах розповідає про привид жінки, що періодично визирає з вікна замку. Це нібито дочка колишнього власника замку. Власник замку був незадоволений любовною історією дочки, різко негативно поставився до коханця дочки і зачинив її в башті замку, де вона померла від голоду. За іншою версією батько вбив її у цьому замку.
Згідно іншої легенди щороку 29 листопада в замку Фоулксрах з'являється привид. Це охоронець замку — воїн, що заснув на варті і за це його скинули з мурів замку і він загинув. Його кроки можна почути в замку саме в цей день. Він продовжує ось уже багато століть сторожувати замок Фоулксрах щоб йому пробачили його провину.
Третя легенда стосується іншого привиду жінки — це жінка, яка блукає замком і її супроводжує аромат польових квітів та бузку.